# Westair Benin
Westair Benin era una compagnia aerea beninese con sede a Cotonou. Fu fondata nel giugno 2012 e iniziò ad operare nel mese di dicembre su rotte nazionali ed internazionali dal suo hub principale, l'Aeroporto Internazionale Cardinal Bernardin Gantin-Cadjehoun di Cotonou, con destinazioni comprendenti l'area dell'Africa Occidentale. La flotta iniziale era composta da un unico Boeing 737 in noleggio. Nel 2015 cessò le tutte le operazioni di volo.

## Destinazioni
Al momento della chiusura, Westair Benin operava verso le seguenti destinazioni, tutte situate nel continente africano:
- Benin (Cotonou)
- Burkina Faso (Ouagadougou)
- Camerun (Douala)
- Repubblica Democratica del Congo (Kinshasa)
- Repubblica del Congo (Brazzaville e Pointe-Noire)
- Costa d'Avorio (Abidjan)
- Guinea Equatoriale (Malabo)
- Gabon (Libreville)
- Niger (Niamey)
- Nigeria (Abuja)

## Flotta
Al momento della chiusura, la flotta Westair Benin consisteva nei seguenti aeromobili: